# (20003) 1991 EX2
(20003) 1991 EX2 là một tiểu hành tinh vành đai chính. Nó được phát hiện bởi Henri Debehogne ở Đài thiên văn La Silla ở Chile ngày 11 tháng 3 năm 1991.